# Aranga
Aranga è un comune spagnolo di 2 072 abitanti situato nella comunità autonoma della Galizia.

## Società

### Evoluzione demografica
-